# Łączyński (herb szlachecki)
Łączyński (Nałęcz odmienny) – polski herb szlachecki, według Józefa Szymańskiego odmiana herbu Nałęcz z nobilitacji.

## Opis herbu
W polu czerwonym chusta srebrna, ułożona w koło, związana u dołu, z opuszczonymi końcami.
Klejnot: Ogon pawi między dwoma rogami jelenimi.
Labry: Czerwone, podbite srebrem.

## Najwcześniejsze wzmianki
Nadany pisarzowi skarbu koronnego, Mikołajowi Łączyńskiemu 2 stycznia 1580.
Herb jest wynikiem adopcji do Nałęcza przez Wojciecha Sędziwoja z Czarnkowa.

## Herbowni
Heinke - Heynek, Łączyński.